# Prospectiva estratégica
La Prospectiva estratégica es una disciplina que tiene su origen tanto en la Sociología como en las Ciencias de la Empresa, y consiste en la realización de un proceso de investigación del futuro con la intención de optimizar la consecución de los objetivos estratégicos de cualquier organización y en cualquier área.

## Objetivo
Corresponde a la Prospectiva el análisis del abanico de posibles escenarios que puedan presentarse en el futuro y que puedan condicionar la consecución de objetivos estratégicos.